# Vallée de Pokhara
La vallée de Pokhara est la seconde plus large vallée de la région montagneuse du Népal. S'étendant dans le district de Kaski, dans l'Ouest du pays, elle se trouve à 203 km de la vallée de Katmandou. Elle comprend notamment les villes de Pokhara et Leknath. Pokhara est l'une des principales villes du Népal et la vallée est, comme celle de Katmandou, extrêmement sensible aux tremblements de terre à cause de sa terre argileuse et de son potentiel de liquéfaction du sol.

## Géographie

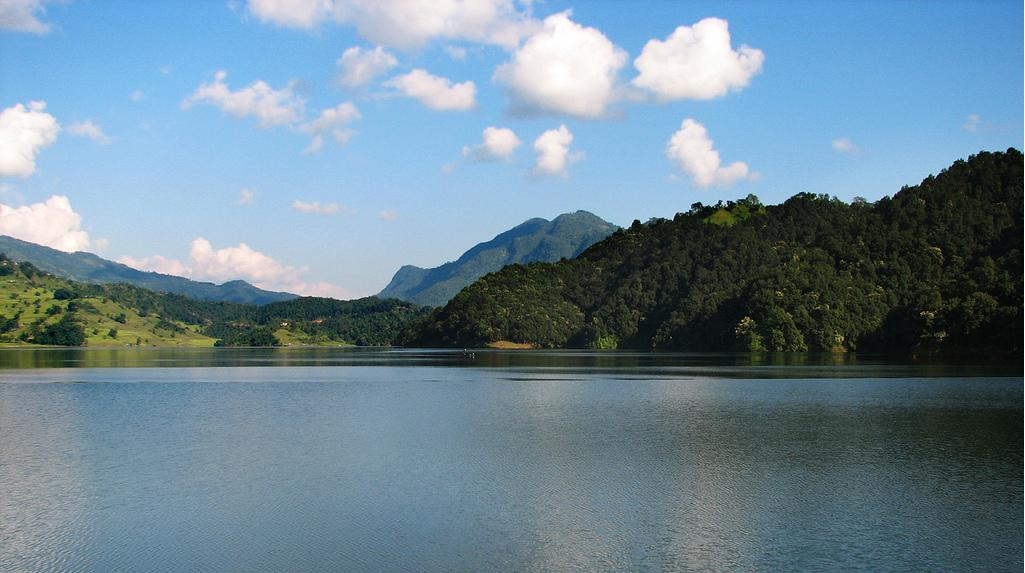
Le lac Begnas

Parmi les lacs de la vallée de Pokhara, le lac Phewa est le plus grand. C'est le deuxième plus grand lac du pays, s'étendant de la vallée de Pokhara jusqu'aux villages de Sarangkot et de Kaskikot. Le lac Begnas est le deuxième plus grand lac de la vallée. Il est situé à une altitude de 650 m et recouvre une surface de 3 km2.

## Tourisme
Pokhara est l'une des principales destinations touristiques du Népal. Beaucoup de touristes viennent dans la vallée pour voir les montagnes et les lacs de l'Himalaya. La vallée de Pokhara est également appréciée pour le canotage, la randonnée, le rafting ainsi que les sports extrêmes. Selon l'Office de tourisme du Népal, 203 527 touristes sont venus à Pokhara en 2009, et 509 956 ont visité le Népal ; ce nombre augmente chaque année.

### Lacs

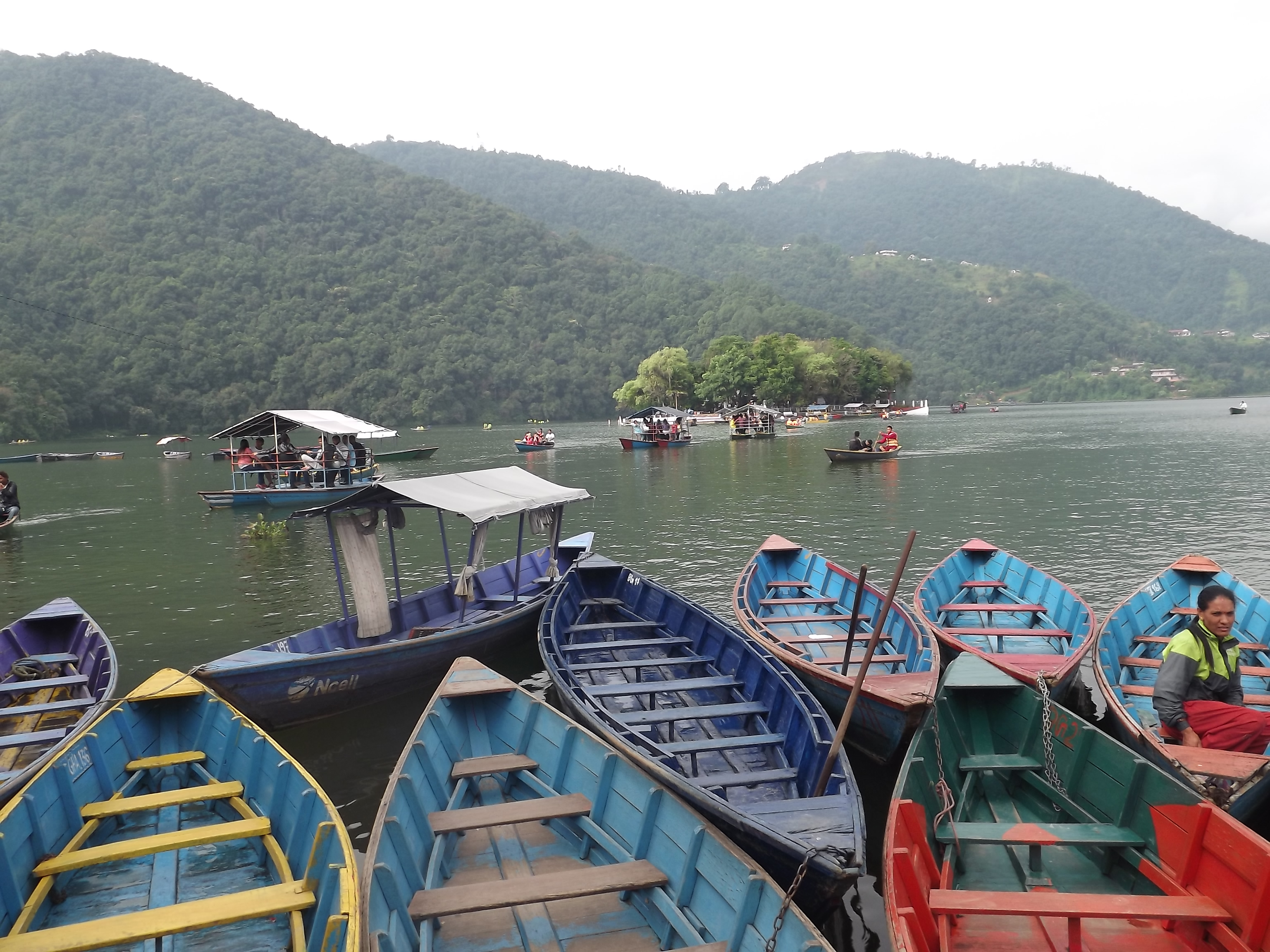
Vue du temple Tal Barahi au milieu du lac Phewa

Le reflet du mont Machapuchare peut être vu dans les eaux du lac. Les touristes peuvent également pêcher et faire du bateau sur le lac Phewa. L'autre attraction de ce lac est le temple Barahi Bhagwati, composé de deux étages et situé au milieu du lac comme une île.

### Sports extrêmes

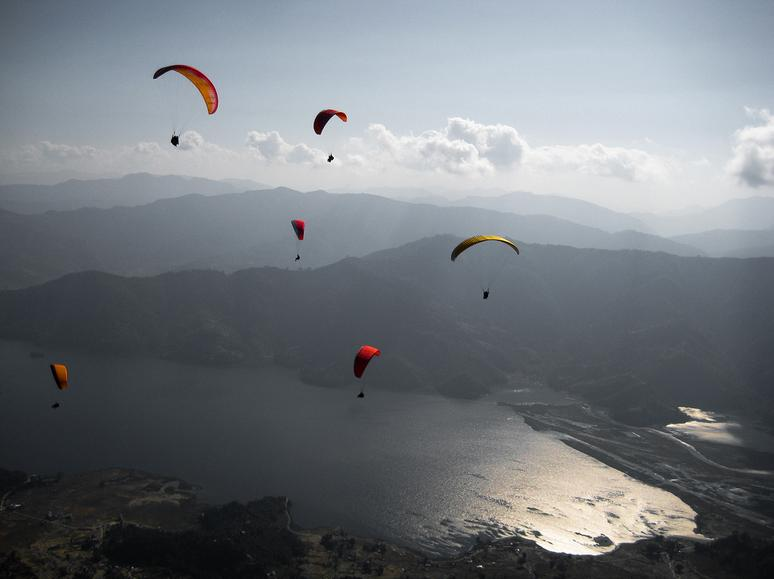
Parapente au-dessus de la vallée de Pokhara

Les sports extrêmes attirent également beaucoup les touristes dans la région. Récemment, à Pokhara, a été construite la tyrolienne la plus longue et la plus rapide du monde. D'une longueur de 1 850 m, son parcours débute au sommet de la colline de Sarangkot et s'achève sur les hauteurs de la rivière Yamdi, ce qui représente un dénivelé de plus de 600 m. La tyrolienne peut arteindre une vitesse maximale de 140 km/h ; les touristes peuvent voir le Machapuchare, les sommets de l'Annapurna et la rivière Seti. Le parapente peut également être pratiqué dans la vallée ; les décollages se font depuis Sarangkot.

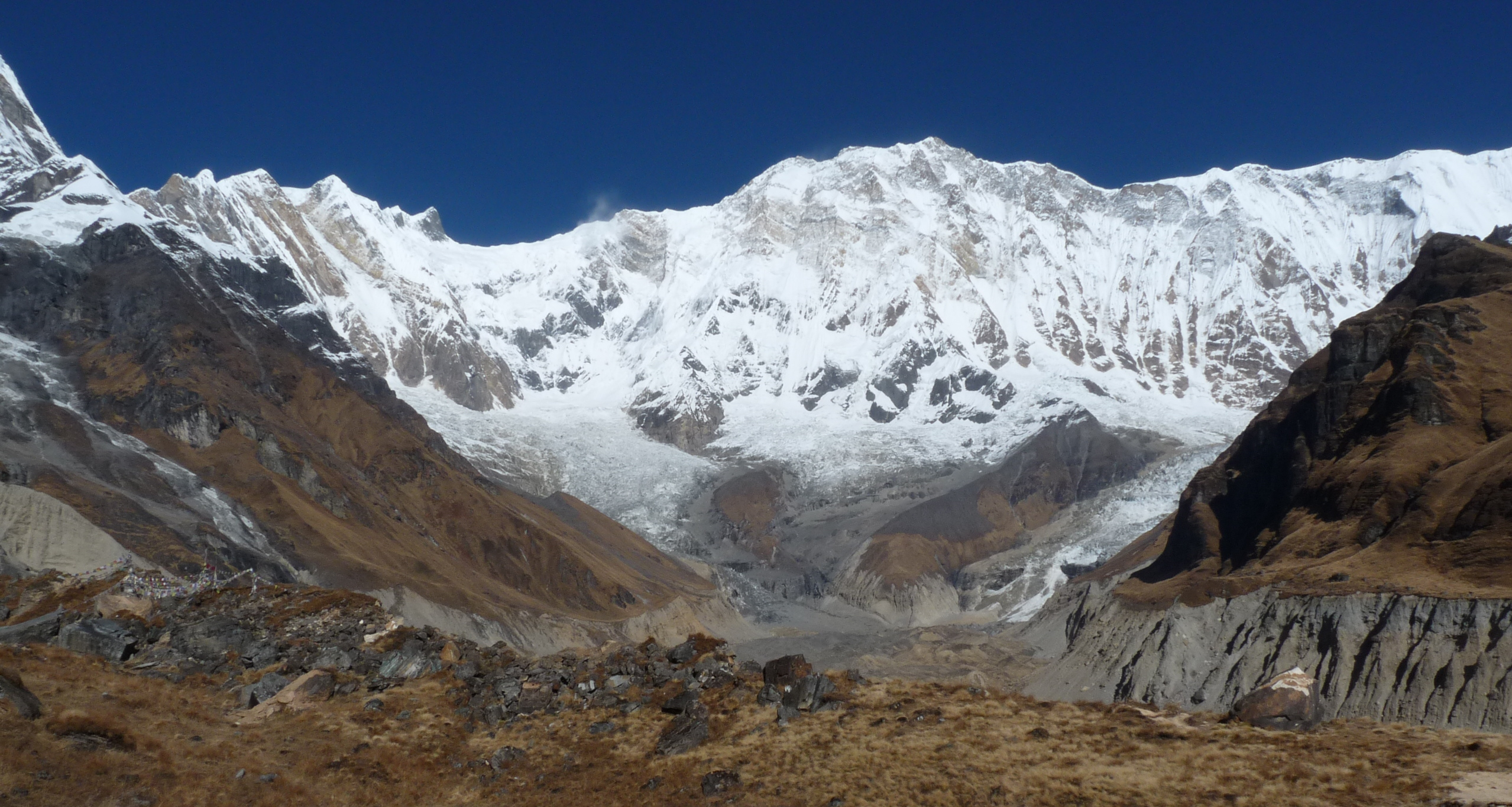
Vue du camp de base de l'Annapurna

La randonnée est également un sport répandu dans la vallée. Les parcours démarrent à Pokhara et longent les villages de Nayapul, Ghorepani, Tadapani, Sinuwa, et Deurali, puis se terminent au camp de base de l'Annapurna, situé à 4 090 m d'altitude. Les visiteurs peuvent voir des forêts, des collines, des fleurs et des villages lors du trajet. Beaucoup d'hôtels et de chalets sont disponibles tout au long du parcours. Ces randonnées attirent près de 25 000 visiteurs lors de la saison touristique, ce qui est cinq fois plus élevé que le parcours du Parc national de Sagarmatha, dans lequel se trouve le mont Everest, qui est le second lieu de randonnée le plus emprunté du Népal. Le parcours de randonnée de la vallée de Pokhara joue un rôle essentiel dans l'économie de la région ; c'est également un avantage pour le développement du tourisme dans le pays.

### Grottes
La grotte Mahendra est l'une des attractions touristiques les plus visitées de la vallée. Elle se situe dans une petite ville nommée Batulechaur, qui se trouve à dix minutes de voiture de Pokhara. Elle est nommée en hommage à Mahendra Bir Bikram Shah, l'ancien roi du Népal. Elle est constituée d'un tunnel naturel dans lequel on peut marcher et voir les différentes roches composant la paroi, comme le calcaire, qui brille lorsqu'il est éclairé. La grotte aux chauve-souris se trouve à une dizaine de minutes de marche de la grotte Mahendra. Elle s'étend sur une longueur de 150 m et sur une hauteur de 7,6 m. L'entrée principale de cette grotte est assez étroite, mais l'intérieur est plus large. La grotte est principalement connue pour les 15 espèces de chauve-souris qu'elle abrite. Des peintures rupestres de défenses d'éléphant, de dieux et de déesses peuvent être vues sur ses parois.

### Musée international de la montagne

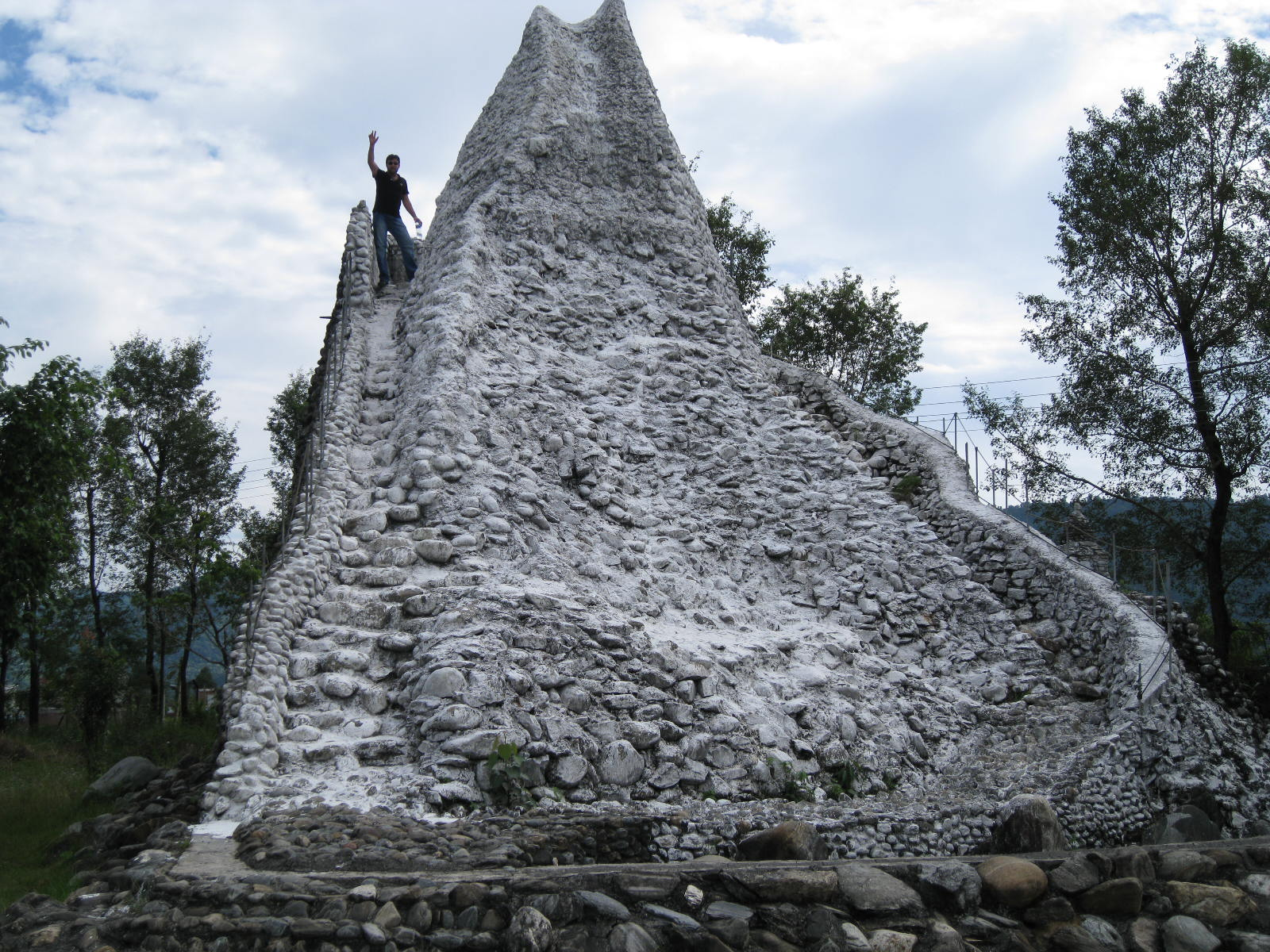
Montagne artificielle au musée

Plus de 70 000 touristes visitent le Musée international de la montagne chaque année. Ce musée archive, documente et expose les différentes formes de développement liées à l'alpinisme dans le monde. Il comporte trois salles d'expositions principales : la salle des Grandes Himalayas, le Panthéon et la salle des montagnes du monde. Dans le musée se trouvent des expositions sur des sommets célèbres, des biographies d'alpinistes célèbres, ainsi que des explications sur la culture, la faune, la flore et la géologie des montagnes dans le but de préserver la culture et les valeurs traditionnelles des Népalais.